# Peyret-Saint-André
 Peyret-Saint-André  es una comuna y población de Francia, en la región de Mediodía-Pirineos, departamento de Altos Pirineos, en el distrito de Tarbes y cantón de Castelnau-Magnoac.
Su población en el censo de 1999 era de 57 habitantes.
No está integrada en ninguna Communauté de communes.

## Demografía
| 68 | 63 | 60 | 68 | 64 | 57 |
| Para los censos de 1962 a 1999 la población legal corresponde a la población sin duplicidades (Fuente: INSEE [Consultar]) |    |    |    |    |    |